# 800 meter frisim för herrar i simning vid olympiska sommarspelen 2020
Herrarnas 800 meter frisim vid olympiska sommarspelen 2020 avgjordes 27–29 juli 2021 i Tokyo Aquatics Centre.
Det var andra gången 800 meter frisim fanns med som en gren vid OS. Grenen har inte funnit i olympiska sommarspelen sedan 1904, då man tävlade i 880 yards.

## Rekord
Före tävlingarna gällde dessa rekord:
| Världsrekord     | Zhang Lin (CHN)   | 7.32,12             | Rom, Italien   | 29 juli 2009     | [ 2 ] |
| Olympiskt rekord | Emil Rausch (GER) | 13.11,4 (880 yards) | St. Louis, USA | 7 september 1904 | [ 3 ] |

Följande rekord slogs under tävlingen:
| Datum   | Tävling       | Namn               | Nation  | Tid     | Rekord |
| ------- | ------------- | ------------------ | ------- | ------- | ------ |
| 29 juli | Försöksheat 4 | Mychajlo Romantjuk | Ukraina | 7.41,28 | 0OR0   |

## Schema
Alla tiderna är UTC+9.
| Datum                | Tid   | Omgång      |
| -------------------- | ----- | ----------- |
| Tisdag 27 juli 2021  | 20:17 | Försöksheat |
| Torsdag 29 juli 2021 | 10:30 | Final       |

## Resultat

### Försöksheat
Simmarna med de 8 bästa tiderna gick vidare till final.
| Placering | Heat | Bana | Namn                    | Nationalitet   | Tid     | Noteringar    |
| --------- | ---- | ---- | ----------------------- | -------------- | ------- | ------------- |
| 1         | 4    | 5    | Mychajlo Romantjuk      | Ukraina        | 7.41,28 | Q, 0OR0, 0NR0 |
| 2         | 4    | 3    | Florian Wellbrock       | Tyskland       | 7.41,77 | Q, 0NR0       |
| 3         | 4    | 7    | Robert Finke            | USA            | 7.42,72 | Q, 0NR0       |
| 4         | 5    | 2    | Felix Auböck            | Österrike      | 7.45,73 | Q, 0NR0       |
| 5         | 5    | 7    | Guilherme Costa         | Brasilien      | 7.46,09 | Q, 0AR0       |
| 6         | 5    | 3    | Jack McLoughlin         | Australien     | 7.46,94 | Q             |
| 7         | 4    | 2    | Serhij Frolov           | Ukraina        | 7.47,67 | Q             |
| 8         | 5    | 4    | Gregorio Paltrinieri    | Italien        | 7.47,73 | Q             |
| 9         | 4    | 4    | Henrik Christiansen     | Norge          | 7.48,37 |               |
| 10        | 4    | 6    | Ahmed Hafnaoui          | Tunisien       | 7.49,14 |               |
| 10        | 1    | 4    | Victor Johansson        | Sverige        | 7.49,14 | 0NR0          |
| 12        | 5    | 6    | Gabriele Detti          | Italien        | 7.49,47 |               |
| 13        | 5    | 1    | Aleksandr Jegorov       | ROC            | 7.49,97 |               |
| 14        | 3    | 8    | Daniel Wiffen           | Irland         | 7.51,65 | 0NR0          |
| 15        | 3    | 5    | Alfonso Mestre          | Venezuela      | 7.52,07 |               |
| 16        | 3    | 7    | Marwan El-Kamash        | Egypten        | 7.52,76 |               |
| 17        | 4    | 8    | Michael Brinegar        | USA            | 7.53,00 |               |
| 18        | 2    | 6    | Zac Reid                | Nya Zeeland    | 7.53,06 | 0NR0          |
| 19        | 3    | 1    | Alexander Nørgaard      | Danmark        | 7.53,50 |               |
| 20        | 2    | 5    | Nguyễn Huy Hoàng        | Vietnam        | 7.54,16 |               |
| 21        | 4    | 1    | Anton Ipsen             | Danmark        | 7.54,98 |               |
| 22        | 2    | 1    | Ákos Kalmár             | Ungern         | 7.55,85 |               |
| 23        | 2    | 4    | José Lopes              | Portugal       | 7.56,15 |               |
| 24        | 3    | 6    | Yiğit Aslan             | Turkiet        | 7.56,18 |               |
| 25        | 3    | 4    | Kieran Bird             | Storbritannien | 7.57,53 |               |
| 26        | 2    | 3    | Dimitrios Markos        | Grekland       | 7.58,68 |               |
| 27        | 2    | 7    | Cheng Long              | Kina           | 7.58,71 |               |
| 28        | 5    | 8    | Jan Micka               | Tjeckien       | 7.59,04 |               |
| 29        | 5    | 5    | David Aubry             | Frankrike      | 8.00,16 |               |
| 30        | 3    | 2    | Ilja Druzjinin          | ROC            | 8.01,47 |               |
| 31        | 1    | 3    | Marcelo Acosta          | El Salvador    | 8.03,01 |               |
| 32        | 1    | 5    | Martin Bau              | Slovenien      | 8.04,79 |               |
| 33        | 2    | 2    | Vuk Čelić               | Serbien        | 8.04,85 |               |
| 34        | 3    | 3    | Konstantinos Englezakis | Grekland       | DNS     |               |

### Final
| Placering | Bana | Namn                 | Nationalitet | Tid     | Noteringar |
| --------- | ---- | -------------------- | ------------ | ------- | ---------- |
| 1         | 3    | Robert Finke         | USA          | 7.41,87 | 0NR0       |
| 2         | 8    | Gregorio Paltrinieri | Italien      | 7.42,11 |            |
| 3         | 4    | Mychajlo Romantjuk   | Ukraina      | 7.42,33 |            |
| 4         | 5    | Florian Wellbrock    | Tyskland     | 7.42,68 |            |
| 5         | 7    | Jack McLoughlin      | Australien   | 7.45,00 |            |
| 6         | 1    | Serhij Frolov        | Ukraina      | 7.45,11 |            |
| 7         | 6    | Felix Auböck         | Österrike    | 7.49,14 |            |
| 8         | 2    | Guilherme Costa      | Brasilien    | 7.53,31 |            |